# Veljko Ćurin
Veljko Ćurin (Gdinj, 17. studenoga 1925. - ), hrvatski emigrantski književnik. Pisao je pjesme, crtice, eseje i novele i jedan roman.

## Životopis
Rodio se je u Gdinju na otoku Hvaru. U rodnemu Gdinju završio osnovnu. U Splitu završio gimnaziju. U Splitu pošao na studij na Trgovačkoj akademiji. Ratnoporatne nedaće prekinule su mu studij. Smjesta je koncem rata napustio hrvatsku domovinu i otišao u izbjeglištvo. Prvu je godinu bio po logorima u Italiji. Po izlasku iz izbjegličkih logora kretao se kao slobodni građanin boravio u Rimu. Zatim je 1948. odselio u Buenos Aires, u Argentinu. 1956. godine je na Novom Zelandu, u Aucklandu, koji mu je postao životnim odredištem. Zaposlio se na mjestu knjigovođe i poslije je bio administrativni upravitelj u većem trgovačkom poduzeću. Čim je otišao u emigraciju bavio se i književnim radom. Djela je objavio u hrvatskim iseljeničkim publikacijama. Suradnik Hrvatske revije i Na pragu sutrašnjice, revije Ante Cilige.

## Djela
Pisao je pjesme, crtice, eseje i novele i jedan roman.
Napisao je knjige:
- Živjet ćete kao bogovi, roman, Melbourne, 1977.

Šimun Šito Ćorić uvrstio ga je u svoju antologiju 60 hrvatskih emigrantskih pisaca.